# エオリア諸島
エオリア諸島 または エオリエ諸島（伊: Isole Eolie）は、シチリア島北方、ティレニア海南部にY字型に連なる火山性の諸島である。リーパリ島など主要7島で構成される諸島全体には約1万3000人の人々が暮らしており、行政上はシチリア州メッシーナ県に属する。
いまなお活発な火山活動を行っているストロンボリ島（ストロンボリ火山）からは「ストロンボリ式噴火」の用語が生まれ、ヴルカーノ島（ヴルカーノ火山）が「ブルカノ式噴火」の用語が生まれるなど、火山学の発展に大きく影響した。これらの島々は、 2000年にユネスコの世界遺産（自然遺産）に登録された。

## 名称
諸島の名は、ギリシャ神話における風の神アイオロスに由来する。主島であるリーパリ島（リパリ島）に因み、リーパリ諸島あるいはリパリ諸島という呼び方もある。イタリア語以外では、シチリア語: Ìsuli Eoli、英語: Aeolian Islands （エオーリアン諸島）の名称を持つ。

## 地理
エオリア諸島を構成する主要7島。
- リーパリ島  Lipari
- サリーナ島  Salina
- ヴルカーノ島  Vulcano
- ストロンボリ島  Stromboli
- パナレーア島  Panarea
- フィリクーディ島（イタリア語版）  Filicudi
- アリクーディ島  Alicudi

これらの島は、行政上はシチリア州メッシーナ県に属し、4つの基礎自治体（コムーネ）がある。サリーナ島以外の島はリーパリのコムーネに属しており、サリーナ島はサンタ・マリーナ・サリーナ 、レーニ、マルファの3コムーネに分れている。

## 地質学上の特徴
島々はこの海域の活発な海底火山活動により形成された。地質学・火山学の分野では、この諸島の島々の名に由来する語がある。例えばヴルカーノ島は「火山」を指す語（英: volcano）そのものの語源となっている。ストロンボリ島は間欠的な激しい噴火を示す「ストロンボリ式噴火」のモデルとなっている。リーパリ島で発見された石英粗面岩は、島の名に因み liparite と呼ばれた（現在は石英粗面岩という用語は用いられず、流紋岩に統一されている）。

## 登録基準
この世界遺産は世界遺産登録基準のうち、以下の条件を満たし、登録された（以下の基準は世界遺産センター公表の登録基準からの翻訳、引用である）。
- (8) 地球の歴史上の主要な段階を示す顕著な見本であるもの。これには生物の記録、地形の発達における重要な地学的進行過程、重要な地形的特性、自然地理的特性などが含まれる。